# Ђинченг
Ђинченг (晋城) град је Кини у покрајини Шанси. Према процени из 2009. у граду је живело 421.776 становника.

## Становништво
Према процени, у граду је 2009. живело 421.776 становника.
| 1990.   | 2000.   | 2009    |
| ------- | ------- | ------- |
| 114.323 | 248.126 | 421.776 |